# Idalus occidentalis
Idalus occidentalis är en fjärilsart som beskrevs av Rothschild 1909. Idalus occidentalis ingår i släktet Idalus och familjen björnspinnare. Inga underarter finns listade i Catalogue of Life.